# Бушс, Ояр
Ояр Бушс (латыш. Ojārs Bušs; 28 апреля 1944, Кримулдская волость, Рижский уезд — 3 января 2017, Рига, Латвия) — советский и латвийский лингвист, кандидат филологических наук (1980), хабилитированный доктор филологии (1994). Заместитель директора Института латышского языка Латвийского университета. Полиглот.

## Биография
Окончил отделение финно-угроведения филологического факультета ЛГУ. С 1973 года работал в Институте языка и литературы Академии наук Латвийской ССР (сейчас Институт латышского языка ЛУ) и в Латвийском университете. С 1980 года его основная деятельность связана с ономастикой. Занимался популяризацией науки, печатался в таких журналах как Draugs («Друг») и газете Pionieris («Пионер»). Литературный редактор интернет-портала Atjaunotne.
С 1955 года занимался футбольной статистикой. В 2006 году в соавторстве с Винетой Эрнстоне составил словарь молодёжного сленга. В 2012 году выступил рецензентом ливско-эстонско-латышского словаря.
Научные интересы были сосредоточены в области ономастики, финно-угроведения, балтистики, сленга. Автор более 500 публикаций.
Похоронен на Лесном кладбище в Риге.